# Charles II de Trazegnies
 (juillet 2024).
Charles II de Trazegnies, né le 5 avril 1560, décédé le 26 novembre 1635, pair de Hainaut, époux d'Adrienne de Gavre, est sénéchal héréditaire de Liège. Charles II était Prince des Francs-fiefs de Rognons, comte d'Autreppe, Vicomte d'Armuyden, baron de Silly, etc.

## Biographie

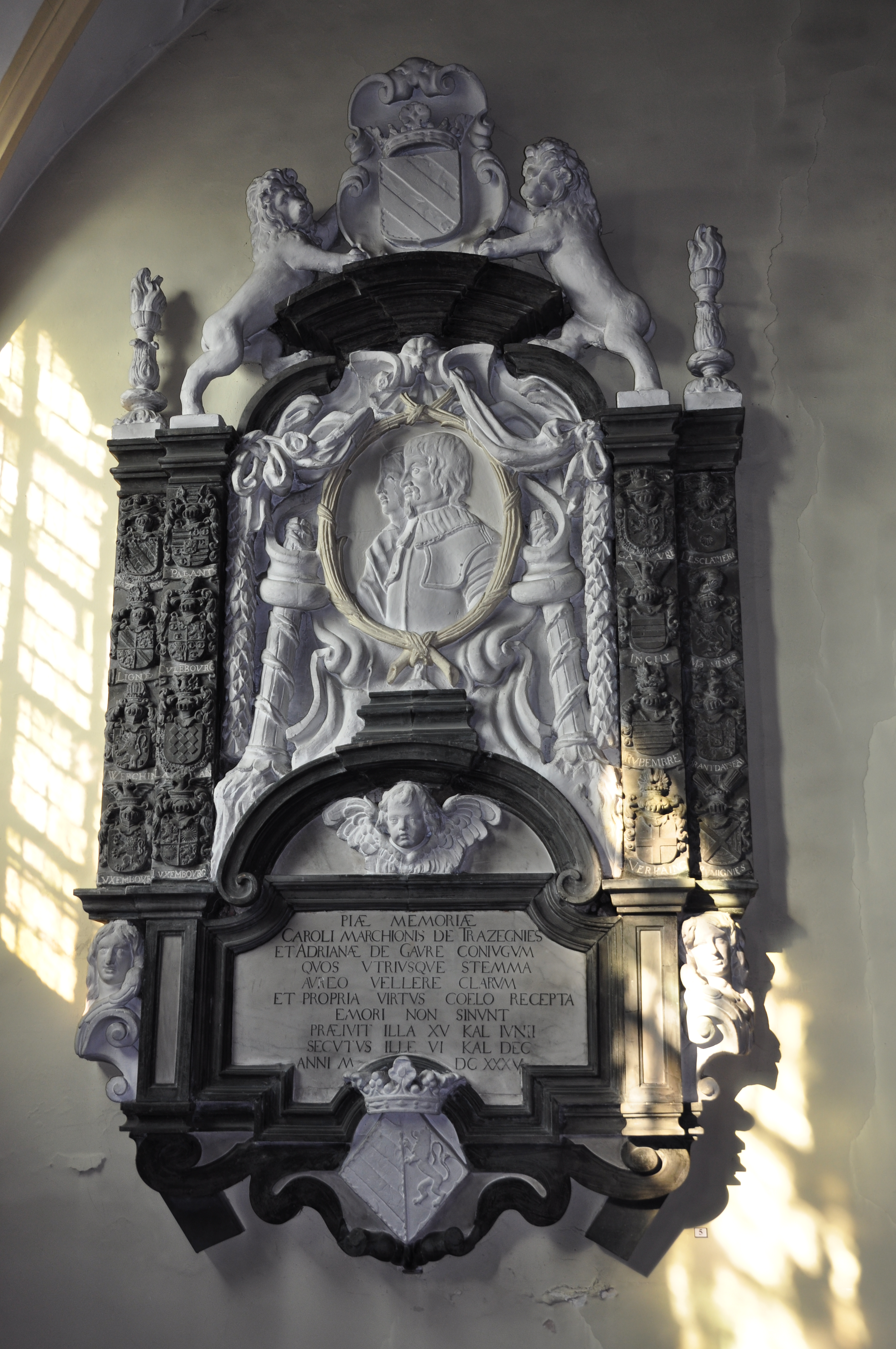
Monument funéraire de Charles, marquis de Trazegnies et de son épouse Adrienne de Gavre - Église Saint-Martin.

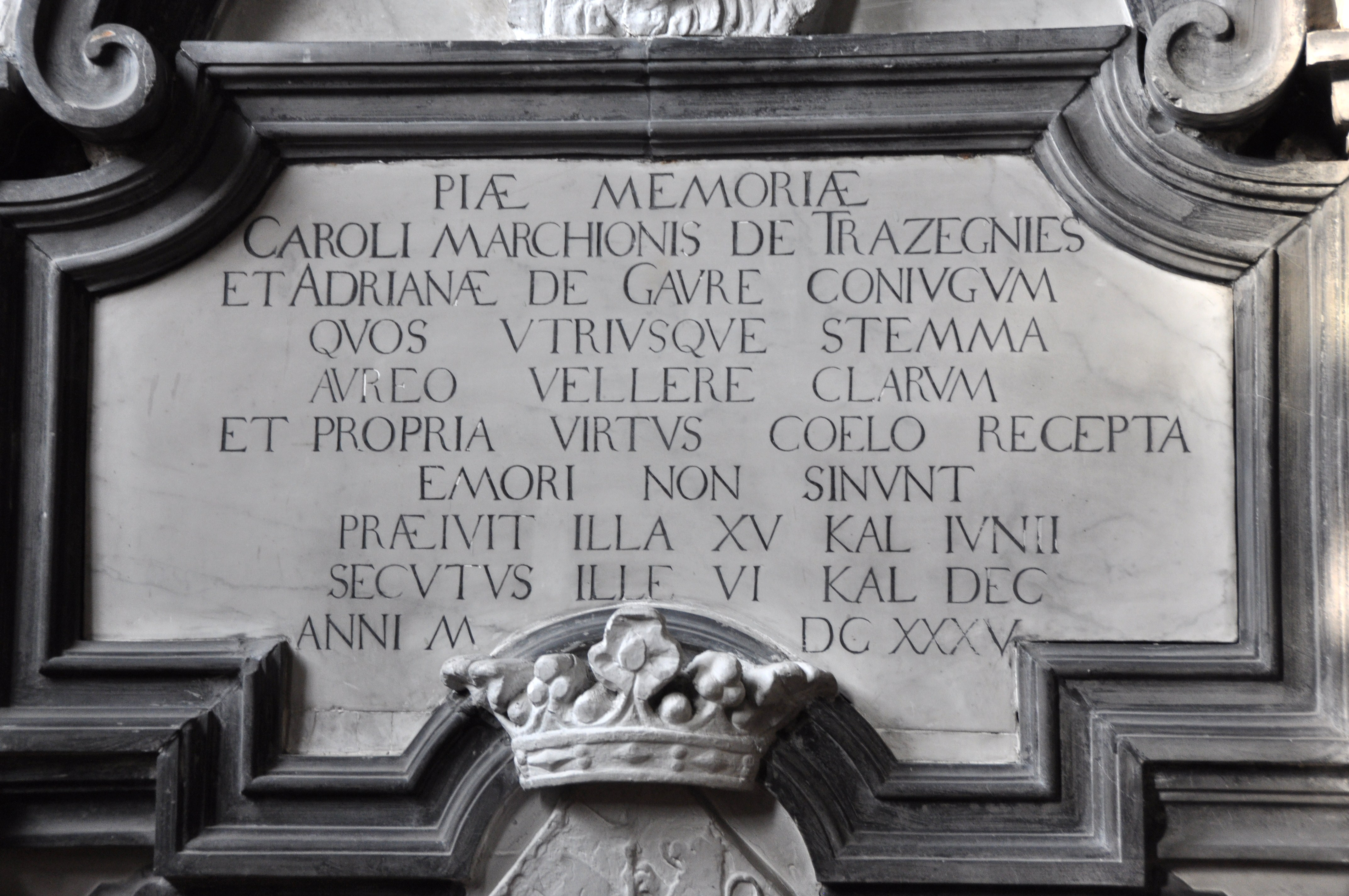
Détail de la plaque du monument funéraire de Charles de Trazegnies et de son épouse Adrienne de Gavre

### Premier marquis de Trazegnies
La terre de Trazegnies fut érigée en marquisat le 8 février 1614.
Il participa à presque toutes les batailles de son temps, sous les ordres du Prince de Parme et du comte de Fuentes. Il est le petit-fils de Jean III de Trazegnies, le fils de Charles Ier de Trazegnies et le père de Gillion-Othon de Trazegnies.

## Armes
bandé d'or et d'azur de six pièces, à l'ombre de lion de sable, brochant sur le tout, à la bordure engrêlée de gueules.

### Articles connexes

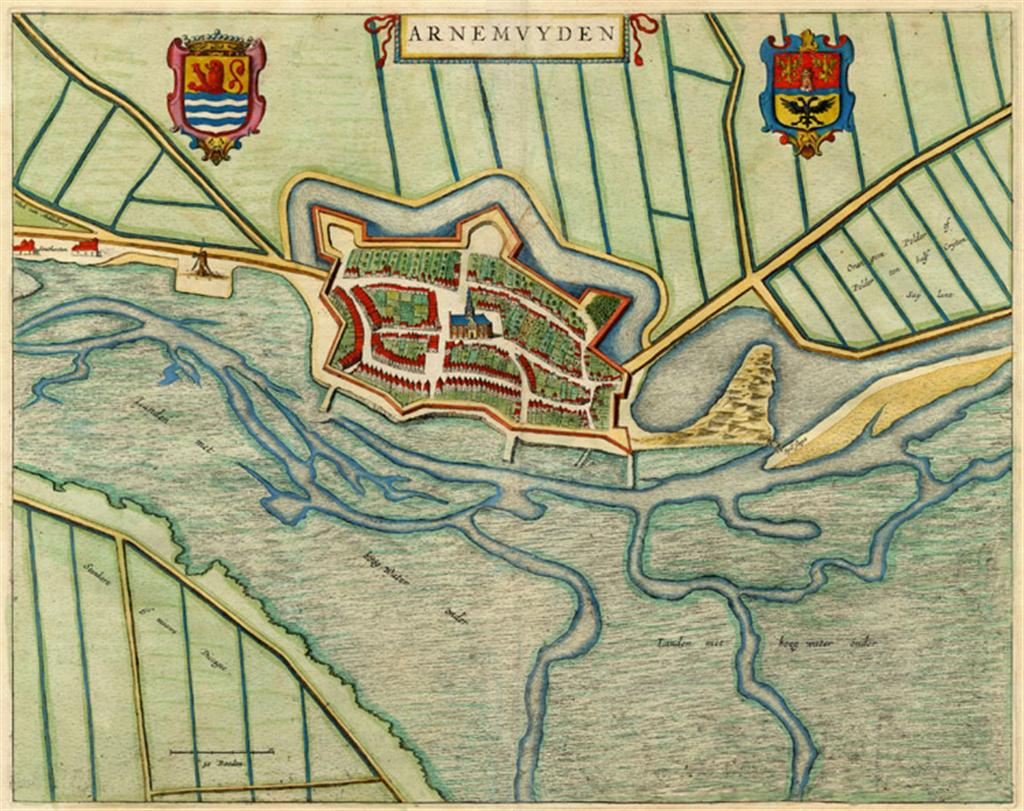
Arnemuiden

## Devise
- « Tan que vive »[3]